# Eschbach (Usingen)
Eschbach è un quartiere del comune tedesco di Usingen, situato nel land dell'Assia.